# Cartea cimitirului
Cartea cimitirului (2008) (titlu original The Graveyard Book) este un roman fantasy pentru copii scris de autorul englez Neil Gaiman. Este povestea unui băiat numit Nobody Owens care, după ce familia îi este ucisă de un om misterios, este adoptat și crescut de către ocupanții unui cimitir. Primul roman pentru copii după bestseller-ul Coraline, Cartea cimitirului a câștigat în 2009 premiul Hugo și premiul Newbery, iar în 2010 medalia Carnegie  și premiul Locus pentru "Cel mai bun roman pentru tineri".

## Fundal
Gaiman a avut ideea poveștii în 1985, după ce l-a văzut pe băiețelul său de doi ani, Mike, "pedalând pe tricicletă în jurul unui cimitir" vizavi de locul unde locuia familia lui, în orașul East Grinstead, West Sussex. Amintindu-și cât de acasă se simțea acolo fiul său, Gaiman s-a gândit că ar "putea scrie ceva în genul Cărții junglei, care se desfășoară într-un cimitir."
Fiecare capitol este o povestire, fiind despărțit de precedentul de un an sau doi, pe măsură ce protagonistul crește. Unele capitole prezintă analogii cu opera din 1894 a lui Rudyard Kipling (din care și-a luat titlul Cartea cimitirului); de exemplu, capitolul "Câinii lui Dumnezeu" face aluzie la povestirea Vânătoarea lui Kaa.

## Istoria publicării
Un capitol din Cartea cimitirului a fost publicat sub formă de povestire în antologia lui Gaiman M is for Magic și a câștigat premiul Locus în 2008 pentru "Cea mai bună nuveletă". Cartea a fost lansată în Statele Unite pe 30 septembrie 2008 de Harper Collins și pe 31 octombrie 2008 în Marea Britanie de Bloomsbury Publishing. Coperta și ilustrațiile interioare ale ediției americane au fost realizate de vechiul colaborator al lui Gaiman, Dave McKean, el ilustrând și ediția britanică pentru piața adultă. Ediția britanică pentru copii a fost ilustrată de Chris Riddell. 
O ediție limitată americană a cărții, cu coperta și ilustrațiile diferite, a fost lansată de Subterranean Press. Există și o carte audio în lectura lui Gaiman, care include o versiune a lucrării lui Saint-Saëns "Danse Macabre", cântată de Béla Fleck.

## Acțiunea romanului

Ediția în limba rusă

Un individ pe nume Jack pătrunde într-o casă, omorându-i pe cei doi soți care o locuiau și pe fata lor mai mare. Copilul cel mic, care încă nu a împlinit doi ani, scapă și ajunge într-un cimitir, unde este luat sub protecție de defuncta familie Owens.
Protectorul său, Silas, care nu este nici mort nici viu, îl învață tot ce trebuie să știe, ajutându-l să crească în cimitir, împreună cu toți cei îngropați acolo și ferit de pericolele vieții din afară. Aici, băiețelul - care primește numele Nobody "Bod" Owens - își face și prima prietenă, în persoana unei fetițe căreia îi place să se joace în cimitir.
Plecând prin lume ca să dezlege misterul care îl înconjoară pe băiat, Silas îl lasă pe acesta în grija unei femei vârcolac, Miss Lupescu, cu care Bod nu se înțelege la început. Fugind de ea, băiatul este cât pe ce să își găsească sfârșitul în mâinile înfiorătoarelor ghule, dar este salvat de Miss Lupescu, cu ajutorul unor creaturi înaripate, groaznicii nopții.
Bod învață multe lucruri de la diferiții oameni îngropați în cimitir, fiind ajutat și de o vrăjitoare aflată în zona cu pământ nesfințit. Tot în cimitir, Bod descoperă un mormânt antic aflat sub un deal, care se găsește sub stăpânirea unei entități care se autointitulează Ucigașul și care apără o comoară, în așteptarea unui stăpân.
Băiatul încearcă să învețe și la școala din oraș, dar este nevoit să o părăsească destul de repede, deoarece acțiunile sale devin prea vizibile pentru cei din jur și, astfel, riscă să fie găsit de cel care îi omorâse familia.
Fosta prietenă din copilărie revine în oraș după câțiva ani, iar relația dintre ei se înfiripă la loc. Astfel, Bod ajunge să îl cunoască pe amabilul profesor care îi făcea curte mamei prietenei lui și care se dovedește a nu fi altcineva decât individul nimit Jack care îi omorâse familia. Acesta face parte dintr-o organizație mondială de indivizi numiți Jack și care își are rădăcinile în antichitate. Scopul ei actual este de a stârpi linia de sânge al cărei ultim descendent este Bod. Jack și acoliții lui încearcă să îl omoare pe Bod, dar acesta se retrage în cimitir, unde folosește toate cunoștințele pe care le-a dobândit de la morți ca să scape de ei.
Cartea se sfârșește cu Bod care, ajungând adolescent, este nevoit să părăsească cimitirul și să înceapă o viață de om viu, acum, când nu îl mai paște niciun pericol.

## Critici
Pe 26 ianuarie 2009, cartea a primit medalia Newbery. Opera lui Gaiman a fost citată de ALA pentru "deliciosul amestec de crimă, fantasy, umor și dorință umană", subliniindu-i "proza magică, obsedantă". Cartea a primit premiul Hugo în 2009 pentru "Cel mai bun roman". Pe 24 iunie 2010 cartea a primit medalia Carnegie Medal.
Premiul World Fantasy pentru cel mai bun roman - nominalizare în 2009.

## Recenzii
- "The Graveyard Book: A Review"[nefuncțională – arhivă]
 în The Fiction Circus
- "Raised by Ghosts" în The New York Times
- "Ghost stories" în The Guardian
- "The Graveyard Book" în The A.V. Club
- "Gaiman's Graveyard Book" în Boing Boing

## Ecranizare
Producătorul de filme irlandez Neil Jordan, câștigător al premiului Academiei s-a angajat să scrie și să regizeze ecranizarea cărții. Filmul se află deocamdată în stadiu de proiect.